# گل‌خورکان
گل‌خورکان (انگلیسی: Oxudercidae) یک تیره از گاوماهی‌ها است که شامل چهار زیرتیره می‌شود و پیش‌تر تحت خانواده گاوماهیان دسته‌بندی می‌شد. این خانواده گاهی با نام Gobionellidae نیز شناخته می‌شود، اما نام Oxudercidae اولویت دارد. گونه‌های این خانواده پراکندگی جهانی در مناطق معتدل و گرمسیری دارند و در محیط‌های دریایی و آب شیرین، معمولاً در مناطق ساحلی شوری‌پذیر با بسترهای گل و ماسه یافت می‌شوند.
تیره Oxudercidae شامل ۸۶ جنس است که حدود ۶۰۰ گونه را در بر می‌گیرد. بسیاری از گونه‌های این خانواده در آب شیرین زندگی می‌کنند و تعدادی از گونه‌ها در سواحل مرطوب یافت می‌شوند و قادر به زندگی چند روزه خارج از آب هستند. این خانواده شامل گل‌خورک‌ها می‌شود که برخی از گونه‌های آن توانایی حرکت سریع بر روی خشکی را دارند. چشم‌های این ماهی‌ها در بالای سر و روی پایه‌های کوتاهی قرار گرفته‌اند. این چشم‌ها قابلیت بالا بردن یا جمع کردن دارند و دید خوبی خارج از آب فراهم می‌کنند. یکی از گونه‌ها به نام Gillichthys mirabilis معمولاً در آب می‌ماند اما وقتی سطح اکسیژن آب کم است، برای گرفتن هوا به سطح می‌آید و هوا را در buccopharynx خود نگه می‌دارد که به شدت عروق‌دار است و تبادل تنفسی را تسهیل می‌کند.

## زیرتیره‌ها
زیرتیره‌های زیر در خانواده Oxudercidae گنجانده شده‌اند:
- Amblyopinae گونتر، ۱۸۶۱[۲]
- Gobionellinae بلکر، ۱۸۷۴[۳]
- گل‌خورک (شامل mudskippers) گونتر، ۱۸۶۱[۴]
- Sicydiinae تئودور گیل، ۱۸۶۰[۵]